# Мерате
Мерате (итал. Merate) је насеље у Италији у округу Леко, региону Ломбардија.
Према процени из 2011. у насељу је живело 13024 становника. Насеље се налази на надморској висини од 264 м.

## Становништво
Према резултатима пописа становништва 2011. у општини је живело 14.583 становника.
| 1936. | 1951. | 1961. | 1971.  | 1981.  | 1991.  | 2001.  | 2011.  |
| ----- | ----- | ----- | ------ | ------ | ------ | ------ | ------ |
| 7.365 | 8.573 | 8.954 | 11.270 | 13.687 | 14.091 | 14.096 | 14.583 |

## Партнерски градови
- Бизансе
- Капелн